# Han Solo
Han Solo este un personaj fictiv din prima trilogie Războiul Stelelor. Este interpretat de Harrison Ford. Activitatea pe care o practica este aceea de contrabandist, conducând o navă spațială (Millennium Falcon) alături de Chewbacca, copilotul său Wookiee. Inițial se oferă să-l ajute pe Luke Skywalker contra unei sume de bani, dar sfârșește prin a deveni prieten cu acesta. Este îndrăgostit de sora acestuia prințesa Leia, conducătoare a rebelilor care luptă împotriva Imperiului Galactic.

## Legături externe
- Han Solo pe Enciclopedia Oficială StarWars.com
- Han Solo la Wookieepedia: un wiki Războiul stelelor
- Han Solo la Internet Movie Database
- Han Solo Arhivat în 13 decembrie 2007, la Wayback Machine. at The World of Star Wars